# Pawo
Pawo (tibetisch: „Held“) ist ein deutsch-tibetischer independent Langfilm von Marvin Litwak (Produktion, Drehbuch, Regie) und Sonam Tseten (Co-Regie). Es ist eine deutsch-indische independent No-Budget Ko-Produktion und gewann durch große politische Relevanz mehrere Preise auf diversen Film Festivals weltweit. Der Film feierte im April 2016 auf dem renommierten Palm Beach International Film Festival (USA) seine Weltpremiere.

## Synopsis
Nach dem Tod seines Vaters begreift der junge Tibeter Dorjee, was es heißt in seinem eigenen Land ohne Sprache, Kultur und Freiheit aufzuwachsen. Getrieben von der Angst, die Seele seines Vaters könne nie wiedergeboren werden, solange er trauert, beschließt er zu handeln, und wird während des letzten großen Aufstands der Tibeter verhaftet. Er durchlebt sechs Monate Haft und Folter in einem chinesischen Gefängnis. Nachdem er von seiner Mutter freigekauft wurde, muss er seine Familie und sein Land verlassen. Nach mehrwöchigen Fußmarsch über das Himalaya-Gebirge landet er schließlich im tibetischen Exil in Indien. Zwischen den engen Gassen der tibetischen Enklave in Delhi muss er sich zwischen einem neuen, im Exil gefangenen Leben oder den andauernden Kampf für Freiheit in Tibet entscheiden.

## Basierend auf einer wahren Geschichte
Pawo basiert auf der wahren Geschichte des Tibeters Jamphel Yeshi, welcher sich 2012 aus Protest gegen die andauernde Besatzung Tibets durch China während eines Protests in Delhi, Indien, selbstverbrannt hat. Jamphel Yeshi war der erste Tibeter, der dies in einer immer noch andauernden Welle von Selbstverbrennungen außerhalb Tibets tat. Jamphel Yeshi starb am 29. März 2012.
Mittlerweile haben sich über 150 Tibeter aus einem Akt der Verzweiflung seit 2012 selbstverbrannt.

## Hintergrund des Films
Regisseur und Autor Marvin Litwak wurde durch den SPIEGEL-Artikel „Die letzten 50 Meter“ auf die tragische Geschichte aufmerksam und flog im Juli 2012 für die erste Recherche nach Indien. Dort lernte er den späteren Co-Regisseur Sonam Tseten sowie Hauptdarsteller Shavo Dorjee kennen. Nach einer weiteren Reise mit dem Kameramann Amin Oussar entstanden 2013 erste Testszenen und einen Testtrailer mit dem eine Crowdfundingkampagne gestartet wurde. Eine Filmförderung erhielt die Produktion nicht, dennoch schafften sie es mit einem kleinen Team bestehend aus deutschen, indischen und tibetischen Filmemachern den Film 2014 zu realisieren. Alle Crew Mitglieder verzichteten auf eine Gage um diesen Film zu realisieren. Das lediglich achtköpfige Team drehte über 32 Tage auf über 4500 m Höhe in Ladakh und im tibetischen Exil in Dharamsala und Delhi.
Alle mitwirkenden Schauspieler sind Laien.

## Preise und Auszeichnungen
- Best Feature Film – Queens World Film Festival, New York, USA 2017
- Best Cinematography – Queens World Film Festival, New York, USA 2017
- Best International Feature Film – Lums International Film Festival, Pakistan 2017
- Presidents Award – North Carolina Film Award, USA 2017
- Best Feature Film – Mediterranean Int. Film Festival Cannes, Frankreich 2016
- Best Feature Film – Top Indie Film Festival, USA 2016
- Best Feature Film – Barcelona Independent Film Festival, Spanien 2016
- Platinum Award – Best Cinematography – Independent Film Awards, USA 2016
- Gold Award – Best Score – Independent Film Awards, USA 2016
- Gold Award – Best Feature – Independent Film Awards, USA 2016
- Nominated Best Feature – Palm Beach International Film Festival, USA 2016
- Nominated Best Feature – I Will Tell Int. Film Festival, England 2016
- Nominated Best Feature – Library Int. Film Festival, Indien 2016
- In Competition – Orlando Film Festival, USA 2016
- In Competition – Corto Creativo Int. Film Festival, Mexiko 2016